# Arco Jochemsen
Arco Jochemsen (Barneveld, 21 februari 1971) is een Nederlands voormalig profvoetballer.
Jochemsen debuteerde in het seizoen 1994/1995 in het betaald voetbal bij Vitesse en speelde daarna voor Feyenoord, FC Utrecht, FC Twente en FC Zwolle. In 2006 stopte hij als betaald voetballer. Jochemsen was middenvelder; hij speelde in totaal 268 wedstrijden in het betaald voetbal en trof 28 keer doel. Voor zijn profloopbaan studeerde Jochemsen levensmiddelentechnologie aan de Landbouwuniversiteit Wageningen.
Anno 2010 is Jochemsen actief als jeugdtrainer bij de C-jeugd van Vitesse Voetbal Academie en amateurvoetballer in de eerste klasse D bij SDV Barneveld. Daarnaast is hij werkzaam als leraar wiskunde op een middelbare school in Arnhem.

## Carrièrestatistieken
| Seizoen         | Club            | Competitie      | Competitie | Competitie | Beker | Beker | Internationaal | Internationaal | Overig | Overig | Totaal | Totaal |
| Seizoen         | Club            | Competitie      | Wed.       | Dlp.       | Wed.  | Dlp.  | Wed.           | Dlp.           | Wed.   | Dlp.   | Wed.   | Dlp.   |
| --------------- | --------------- | --------------- | ---------- | ---------- | ----- | ----- | -------------- | -------------- | ------ | ------ | ------ | ------ |
| 1994/95         | Vitesse         | Eredivisie      | 22         | 1          | 0     | 0     | 0              | 0              | 0      | 0      | 22     | 1      |
| 1995/96         | Vitesse         | Eredivisie      | 28         | 5          | 2     | 0     | 0              | 0              | 0      | 0      | 30     | 5      |
| 1996/97         | Vitesse         | Eredivisie      | 30         | 5          | 0     | 0     | 0              | 0              | 0      | 0      | 30     | 5      |
| 1997/98         | Vitesse         | Eredivisie      | 5          | 1          | 0     | 0     | 0              | 0              | 0      | 0      | 5      | 1      |
| 1998/99         | Vitesse         | Eredivisie      | 33         | 5          | 3     | 0     | 4              | 1              | 0      | 0      | 40     | 6      |
| 1999/00         | Vitesse         | Eredivisie      | 23         | 2          | 0     | 0     | 3              | 0              | 0      | 0      | 26     | 2      |
| 2000/01         | Feyenoord       | Eredivisie      | 21         | 0          | 0     | 0     | 7              | 1              | 0      | 0      | 28     | 1      |
| 2001/02         | FC Utrecht      | Eredivisie      | 31         | 4          | 1     | 0     | 4              | 2              | 0      | 0      | 36     | 6      |
| 2002/03         | FC Utrecht      | Eredivisie      | 28         | 1          | 1     | 0     | 1              | 0              | 0      | 0      | 30     | 1      |
| 2003/04         | FC Twente       | Eredivisie      | 6          | 0          | 1     | 0     | 0              | 0              | 0      | 0      | 7      | 0      |
| 2004/05         | FC Zwolle       | Eerste divisie  | 29         | 2          | 2     | 1     | 0              | 0              | 0      | 0      | 31     | 3      |
| 2005/06         | FC Zwolle       | Eerste divisie  | 26         | 1          | 1     | 0     | 0              | 0              | 0      | 0      | 27     | 1      |
| Carrière totaal | Carrière totaal | Carrière totaal | 282        | 27         | 11    | 1     | 19             | 4              | 0      | 0      | 312    | 32     |